# 業処
業処（ごうしょ、ごっしょ、巴: kammaṭṭhāna[カンマッターナ]、梵: karmasthāna [カルマスターナ]）とは、上座部仏教で説かれる、止（サマタ）における導入的な瞑想対象のこと。全部で40種あるので、四十業処とも言う。
ブッダゴーサの『清浄道論』においてまとめられた。

## 四十業処
7つの別々の行法の中身を合計して、計40とする。（従って、これら全てを念じろというわけではなく、この中から、各人の相性に合った行法・対象(群)を選択することになる。）

### 十遍
遍 (巴: कसिण kasiṇa , 梵: कृत्स्न kṛtsna）とは、基本的な目に見える物体のカテゴリ。
地、水、火、風、青、黄、赤、白、光明、虚空

### 十不浄
膨張、青瘀、膿爛、断壊、食残、散乱、斬斫離散、血塗、蟲聚、骸骨

### 十随念
随念（巴: Anussati, 梵: Anusmṛti）とは、回想、熟考のこと。。
仏、法、僧、戒、捨、天、死、身至、安般、寂止

### 四無量心
慈、悲、喜、捨
現在の上座部仏教ではこれを簡略化した慈悲の瞑想がよく用いられる。

### 四無色界
四無色界（arupa-āyatana）とは、無色界の禅定のこと。
空無辺処、識無辺処、無所有処、非想非非想処

### その他
- 食厭想 （1）
- 四界分別（四界差別） （1） - 地・水・火・風